# Through the Storm (Riot)
| Recensione | Giudizio |
| ---------- | -------- |
| AllMusic   |          |

Through the Storm è il dodicesimo album in studio del gruppo heavy metal statunitense Riot.

## Tracce
1. Turn the Tables – 5:21 (DiMeo, Reale, Flyntz)
2. Lost Inside This World – 4:44 (DiMeo, Reale)
3. Chains (Revolving) – 4:43 (DiMeo, Reale)
4. Through the Storm – 6:13 (DiMeo, Reale)
5. Let It Show – 4:37 (DiMeo, Reale)
6. Burn the Sun – 4:26 (DiMeo, Reale, Flyntz)
7. To My Head – 5:59 (DiMeo, Reale)
8. Essential Enemies – 3:48 (DiMeo, Reale, Flyntz)
9. Only You Can Rock Me – 3:56 (Way, Mogg, Schenker) – UFO cover
10. Isle of Shadows – 4:08 (DiMeo, Reale, Flyntz)
11. Here Comes the Sun – 3:21 (Harrison) – The Beatles cover

## Formazione
- Mike DiMeo - voce
- Mark Reale - chitarra
- Mike Flyntz - chitarra
- Pete Perez - basso
- Bobby Jarzombek - batteria
- Bobby Rondinelli - batteria